# Kůzová

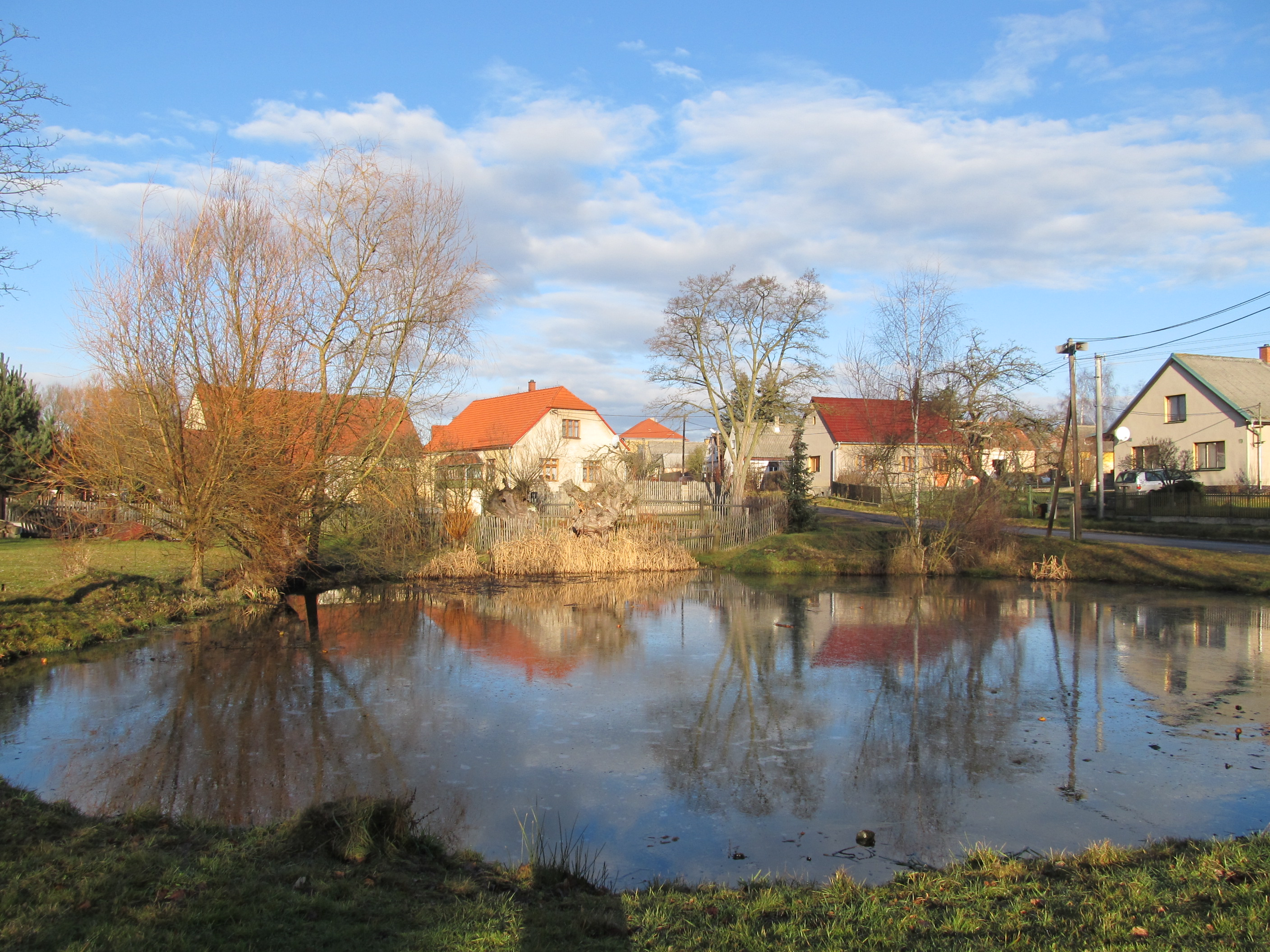
Dorfplatz

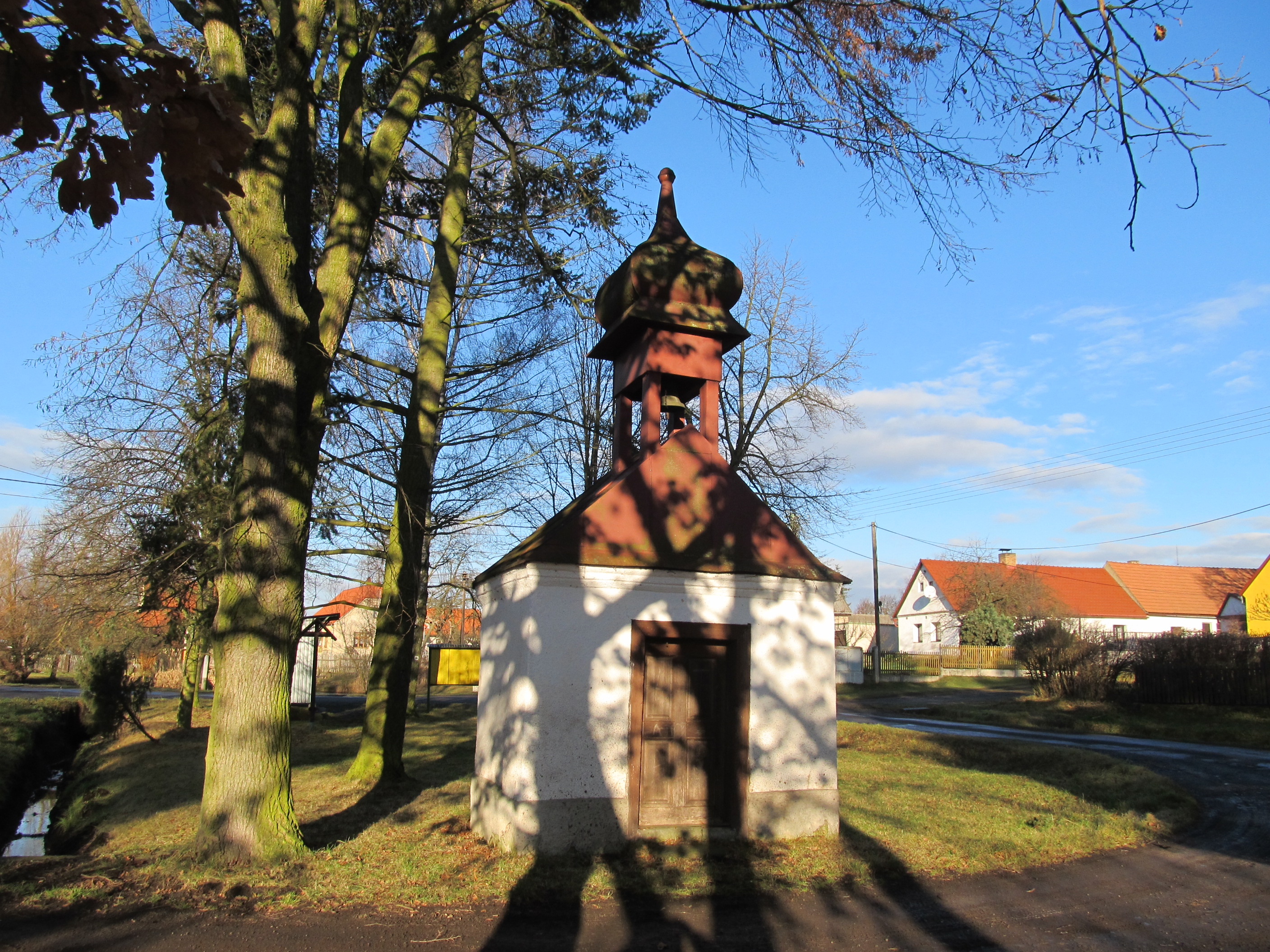
Kapelle auf dem Dorfplatz

Kůzová (deutsch Wallisgrün) ist ein Ortsteil der Gemeinde Čistá (Tschistay) in Tschechien. Er liegt sieben Kilometer nordöstlich von Kralovice (Kralowitz) und gehört zum Okres Rakovník.

## Geographie
Das Längsangerdorf Kůzová erstreckt sich an einem aus dem Novoveský les (Neuwallisdorfer Hau) kommenden namenlosen Zufluss zur Javornice, der auf dem Dorfanger in zwei Teichen angestaut wird, in der Rakovnická pahorkatina (Rakonitzer Hügelland). Das Dorf liegt in waldreicher Gegend auf dem Gebiet des Naturparks Jesenicko. Nordwestlich erhebt sich der Lhotský vrch (Welhotenberg; 606 m n.m.).
Nachbarorte sind Smrk und Zdeslavský Dvůr (Deslawener Hof) im Norden, Na Pile, Zdeslav (Deslawen) und Křekovice (Krekowitz) im Nordosten, V Lomu und Všesulov (Schlösselhof) im Osten, Pod Vrabíkovem, Čistá und Zátiší im Südosten, Nad Mostem, Valcha und V Lukách im Süden, Strachovice (Strachowitz) und Vysoká Libyně (Hochlibin) im Südwesten, Zelený Důl (Grüntal) im Westen sowie Lhota (Welhoten) und Nová Ves (Neu Wallisdorf) im Nordwesten.

## Geschichte
Die erste schriftliche Erwähnung des Dorfes Kuzova erfolgte im Jahre 1410 als Besitz der Burg Krakovec. Während der Hussitenkriege kam es bei Kuzova zu einem Gefecht zwischen dem Heer Jan Žižkas und den Truppen des westböhmischen Landfrieds, bei denen das Dorf zerstört wurde. Am 3. Juli 1437 verkaufte Johann Bechyňek von Lazan zusammen mit der Burg Krakovec auch seine Besitzungen in Kuzova an den Hauptmann von Tábor, Johann Bleh von Teschnitz. Dessen Sohn veräußerte die Güter 1443 an Johann Wek von Miletitz, der sie noch im selben Jahre an Albrecht von Kolowrat auf Bezdiek weiterreichte. Danach wurde das wüste Dorf nicht mehr erwähnt.
Zwischen 1695 und 1697 ließ der Besitzer des Gutes Hoch Libin, Albrecht Heinrich Kolowrat-Krakovský, auf der Wüstung Kuzova ein neues Dorf anlegen, dem er den Namen Heinrichsdorf gab. Jede der zehn Siedlerfamilien erhielt neun Strich Land. Die neuen Siedler hatten ihre Robot auf dem Meierhof Grünthal abzuleisten. Im Jahre 1700 verkaufte Albrecht Heinrich Kolowrat-Krakovský das Gut an den Kreishauptmann des Saazer Kreises, Karl Maximilian Přichowsky von Přichowicz auf Libotschan. Přichowsky ließ 1722 bei Heinrichsdorf einen neuen Meierhof anlegen. 1722 erbte Přichowskys Witwe Ludmila den Besitz, 1728 übernahmen ihre sechs Söhne das Gut Hoch Libin. 1731 veräußerten die Brüder das inzwischen überschuldete Allodialgut Hoch-Libin an Georg Olivier von Wallis auf Koleschowitz. 1745 erbte dessen minderjähriger Sohn Stephan Olivier von Wallis den umfangreichen Gutsbesitz. In der zweiten Hälfte des 18. Jahrhunderts begann die verstärkte Ansiedlung von deutschen Siedlern und von Juden auf dem Gebiet der Grundherrschaft. Stephan Olivier von Wallis ließ 1779 den Meierhof Heinrichsdorf aufheben und gründete auf seinen Fluren das Dorf Neuwallisdorf. Heinrichsdorf benannte er in Wallisdorf um. Kurze Zeit später wandelte sich der Ortsname in Wallisgrün. In der Topographie des Königreichs Böhmen von 1785 wurde Heinrichsdörfel, auch Wallisgrün bzw. Kusowa genannt, ohne Angabe der Häuserzahl aufgeführt. Wallisgrün entwickelte sich zum religiösen Zentrum der Juden auf dem Gebiet des Allodialgutes Hoch-Libin. Die alte jüdische Begräbnisstätte auf dem Galgenberg bei Kozlan wurde 1783 als Friedhof der Judengemeinde wieder aufgenommen. Der Bau der Synagoge erfolgte 1812. Da in Tschistay ausschließlich in tschechischer Sprache unterrichtet wurde und die deutsche Schule in Chmeleschen nur die Kinder aus dem eigenen Pfarrsprengel aufnahm, beschäftigte die Gemeinde einen eigenen Wanderlehrer, der wöchentlich in einem anderen Haus unterrichtete und dort zumeist auch verköstigt wurde. Später wurde ein festes Schulzimmer angemietet, so dass die Zeit der Wanderschule beendet werden konnte. Daneben unterhielt auch die jüdische Gemeinde eine eigene Schule. Im Jahre 1832 erbte Stephans Sohn Rudolf Olivier Graf von Wallis den Besitz, ihm folgte 1838 dessen Sohn Friedrich Olivier Graf von Wallis.
Im Jahre 1843 bestand das im Rakonitzer Kreis gelegene Dorf Wallisgrün bzw. Kuzowa aus 35 Häusern mit deutschsprachigen 355 Einwohnern, darunter 22 jüdische Familien. Im Ort gab es ein Wirtshaus und eine Synagoge. Pfarrort war Tschistay. Bis zur Mitte des 19. Jahrhunderts blieb Wallisgrün der Allodialherrschaft Hoch-Libin untertänig.
Nach der Aufhebung der Patrimonialherrschaften bildete Wallisgrün / Kuzová ab 1850 einen Ortsteil der Gemeinde Deslawen im Gerichtsbezirk Jechnitz. Ab 1868 gehörte Wallisgrün zum Bezirk Podersam. Im Jahre 1869 bestand das Dorf aus 37 Häusern und hatte 258 Einwohner. Auf der Grundlage des neuen Volksschulgesetzes wurde 1872 die Schulgemeinde Neuwallisdorf gebildet, die auch Smrk und Wallisgrün umfasste. Der bisherige Wallisgrüner Schulraum war dafür völlig unzureichend, so dass die Schulgemeinde das Privathaus č. p. 39 in Wallisgrün aufkaufte und zur Schule umbaute. Als 1881 der zweiklassige Unterricht aufgenommen wurde, musste eine Klasse in einem angemieteten Raum unterrichtet werden. Das am 4. Oktober 1885 eingeweihte Schulhaus entstand am nordwestlichen Ortsrand von Wallisgrün, gehörte aber durch seine Konskriptionsnummer bereits zu Neuwallisdorf. Zu den Baukosten steuerte der deutsche Schulverein 4900 Gulden bei; ein Zuschuss des Landesausschusses von 1900 Gulden konnte durch das Engagement des Jechnitzer Politikers Wilhelm Pichler erlangt werden. Den katholischen Religionsunterricht erteilte der Oberlehrer, den mosaischen der Rabbiner. 1885 löste sich Wallisgrün von Deslawen los und bildete einen Ortsteil der Gemeinde Neuwallisdorf; beide Dörfer lagen nur 150 m entfernt. Im Jahre 1900 hatte Wallisgrün 186 Einwohner, 1910 waren es 148. Die Häuser reihten sich zu beiden Seiten des langgestreckten Angers mit der Kapelle und drei Teichen aneinander. Die Landwirtschaft war wegen des rauen Klimas wenig ertragreich, die meisten Bewohner gingen zum Haupterwerb in die Fremde. 
Nach dem Ersten Weltkrieg zerfiel der Vielvölkerstaat Österreich-Ungarn, Wallisgrün wurde 1918 Teil der neu gebildeten Tschechoslowakischen Republik. Beim Zensus von 1921 lebten in den 35 Häusern von Wallisgrün 126 Personen, davon 125 Deutsche und ein Tscheche. Der tschechische Ortsname wurde 1924 in Kůzová geändert. 1930 lebten in den 33 Häusern von Wallisgrün 127 Personen. Nach dem Münchner Abkommen wurde Wallisgrün im Oktober 1938 dem Deutschen Reich zugeschlagen und gehörte bis 1945 zum Landkreis Podersam. Die jüdische Gemeinde wurde in der Zeit des Nationalsozialismus ausgelöscht. Nach dem Ende des Zweiten Weltkrieges kam Kůzová zur wiedererrichteten Tschechoslowakei zurück. Nach der Aussiedlung der meisten deutschen Bewohner wurde das Dorf mit Tschechen wiederbesiedelt. 1949 erfolgte die Umgliederung in den Okres Plasy. 1950 lebten in den 30 Häusern von Kůzová nur noch 50 Personen. Bei der Gebietsreform von 1960 erfolgte die Aufhebung des Okres Plasy, Kůzová wurde Teil des Okres Rakovník. Am 1. Januar 1980 wurde Kůzová nach Čistá eingemeindet. Beim Zensus von 1991 lebten in den 26 Häusern von Kůzová 30 Personen. 2011 hatte das Dorf 28 Einwohner und bestand aus 29 Wohnhäusern.

## Ortsgliederung
Der Ortsteil Kůzová ist Teil des Katastralbezirkes Nová Ves u Rakovníka.

## Sehenswürdigkeiten
- Kapelle auf dem Dorfanger
- Steinernes Kreuz am südöstlichen Ende des Dorfangers, errichtet 1898 anlässlich des 50. Regierungsjubiläums Kaiser Franz Josephs I.
- Gusseisernes Kreuz, südwestlich des Dorfes am Waldrand Richtung Strachovice
- Gedenkstein für die Gefallenen des Ersten Weltkrieges, an der Ortsgrenze mit Nová Ves
- Chaluppe Nr. 12 mit Schnitzwerk aus dem Anfang des 20. Jahrhunderts im oberen Teil des Giebels
- Ehemalige Schule
- Ehemalige Synagoge, heute Wochenendhaus č. p. 38
- Žižkovy valy (Žižka-Wälle), Befestigungsanlage aus den Hussitenkriegen, angelegt 1424, im Wald Novoveský les (Neuwallisdorfer Hau) südwestlich des Dorfes. Nach der Volksüberlieferung wurde sie den Schweden im Dreißigjährigen Krieg zugeschrieben und deshalb als Schwedenschanze bezeichnet.
- Linde im Tal der Javornice bei V Lomu, Baumdenkmal